# Rui Costa Pimenta
Rui Costa Pimenta (nacido el 25 de junio de 1957 en São Paulo) es un político brasileño, afiliado al Partido de la Causa Obrera (PCO). Ese partido es una escisión del Partido de los Trabajadores (PT).
Pimenta estuvo entre los fundadores del PT y era miembro de la corriente Causa Obrera. La corriente fue expulsada del partido por divergencias políticas, dando lugar al PCO.
Pimenta ha sido por dos veces candidato a presidente de Brasil. En el 2002 quedó en sexto lugar con el 0.045% de los votos. Cuatro años después, en el 2006 intento presentarse de nuevo, pero el Tribunal Superior Electoral denegó el registro de su candidatura.
En las elecciones 2010 se presentó nuevamente obteniendo 12.000 votos.